# Єкатериновка (Кваркенський район)
Єкатери́новка (рос. Елизаветинка) — село у складі Кваркенського району Оренбурзької області, Росія.

## Населення
Населення — 373 особи (2010; 474 у 2002).
Національний склад (станом на 2002 рік):
- росіяни — 78 %